# Jonas Gonçalves Oliveira
Jonas Gonçalves Oliveira (Bebedouro, 1 april 1984) - alias Jonas - is een Braziliaans voormalig voetballer die als spits, vleugelspeler en aanvallende middenvelder uit de voeten kon. Hij kwam van 2005 tot en met 2019 uit voor achtereenvolgens Guarani, Santos, Grêmio, Portugesa, Valencia en Benfica. Jonas speelde van 2011 tot en met 2016 twaalf interlands in het Braziliaans voetbalelftal, waarvoor hij drie keer scoorde. Hij heeft naast de Braziliaanse ook de Italiaanse nationaliteit

## Carrière

### Guarani
Jonas begon zijn voetbalcarrière in 2005 bij de Braziliaanse voetbalclub Guarani, uitkomend in de Série B. Hij maakte zijn debuut tegen EC Santo André. In dat seizoen maakte hij 12 goals in 25 wedstrijden voor Guarani. Door zijn goede spel bij die club wekte hij interesse bij Braziliaanse topclubs, waaronder Palmeiras, Corinthians, Cruzeiro en Santos. Hij koos voor de laatste.

### Santos
In het jaar 2006 transfereerde Jonas naar Santos, waarmee hij de Campeonato Paulista - een belangrijke Braziliaanse beker - won. Jonas raakte dat seizoen ernstig geblesseerd aan zijn knie, waardoor hij 6 maanden uit de roulatie was. In 2007 maakte hij zijn rentree, waarbij hij vier keer scoorde in de Campeonato Paulista-finale. Daardoor won Santos de beker voor de tweede keer op rij. Uiteindelijk belandde hij toch op de bank bij Santos en ging hij in 2007 naar Grêmio.

### Grêmio
Op 12 september 2007 nam Grêmio de helft van Jonas' transferrechten over voor een bedrag van 5 miljoen dollar. Bij zijn debuut raakte hij vroeg in de tweede helft geblesseerd. De concurrentie voor de positie van Jonas nam toe en hij werd in 2008 uit de basis gespeeld. Daarom werd hij uitgeleend aan Portugesa.

### Portugesa (huur)
Voor Portugesa maakte Jonas 18 doelpunten, waarvan 10 in de Campeonato Brasileiro.

### Terugkeer bij Grêmio
In het jaar 2009 keerde Jonas terug naar Grêmio. Hij speelde dat seizoen in de Série A. Hij maakte 14 goals. Aan het eind van het seizoen viel hij weer geblesseerd uit. In 2010 werd Jonas topscorer van de Série A met 23 doelpunten. Zijn contract liep in 2011 af en daar maakte Valencia gebruik van.

### Valencia
Op 27 januari tekende Jonas een contract bij Valencia, dat €1.200.000,- voor hem betaalde aan Grêmio. Hij maakte zijn debuut voor de club op 19 februari 2011. Zijn eerste goal maakte hij op 27 februari tegen Athletic Bilbao. Deze goal bleek later de winnende te zijn, want het werd 2-1. Op 1 november 2011 maakte Jonas het op dat moment op een na snelste Champions League-doelpunt ooit. Hij deed dat in 10.5 seconden tegen Bayer Leverkusen, in een wedstrijd die met 3-1 werd gewonnen. Hij moest alleen Roy Makaay nog voor zich dulden, die voor Bayern München in 10.2 seconden de 1-0 scoorde tegen Real Madrid.

## Clubstatistieken
| Seizoen | Club        | Competitie       | Duels | Doelp. |
| ------- | ----------- | ---------------- | ----- | ------ |
| 2005    | Guarani     | Série B          | 26    | 12     |
| 2006    | Santos      | Série A          | 16    | 1      |
| 2007    | Santos      | Série A          | 5     | 0      |
| 2007    | Grêmio      | Série A          | 12    | 3      |
| 2008    | Grêmio      | Série A          | 3     | 0      |
| 2008    | → Portugesa | Série B          | 25    | 10     |
| 2009    | Grêmio      | Série A          | 26    | 14     |
| 2010    | Grêmio      | Série A          | 33    | 23     |
| 2010/11 | Valencia    | Primera División | 13    | 3      |
| 2011/12 | Valencia    | Primera División | 34    | 10     |
| 2012/13 | Valencia    | Primera División | 35    | 13     |
| 2013/14 | Valencia    | Primera División | 31    | 10     |
| 2014/15 | Benfica     | Primeira Liga    | 27    | 20     |
| 2015/16 | Benfica     | Primeira Liga    | 34    | 32     |
| 2016/17 | Benfica     | Primeira Liga    | 19    | 13     |
| 2017/18 | Benfica     | Primeira Liga    | 30    | 34     |
| 2018/19 | Benfica     | Primeira Liga    | 22    | 11     |
| Totaal  | Totaal      | Totaal           | 391   | 209    |

## Erelijst
| Kampioen Primeira Liga        | 4x | 2014/15, 2015/16, 2016/17, 2016/19 |
| Beker van Portugal            | 1x | 2016/17                            |
| Taça da Liga                  | 2x | 2014/15, 2015/16                   |
| Supertaça Cândido de Oliveira | 2x | 2016, 2017                         |